# Suriname nos Jogos Olímpicos de Verão de 1960
O Suriname participou pela primeira vez dos Jogos Olímpicos nos Jogos Olímpicos de Verão de 1960 em Roma, Itália.
Wim Esajas, 
o primeiro atleta surinamês nos Jogos Olímpicos, participou da corrida dos 800 metros. Ele foi informado erroneamente de que as eliminatórias seriam à tarde, então ficou descansando pela manhã. Mas quando ele chegou ao estádio, as eliminatórias haviam acabado, e ele retornou para casa sem ter competido. 